# Kate Kriske
Kate Kriske is het pseudoniem van Kathleen Stas en Kris Geluykens, een Belgisch schrijversduo. Een van de bekendste boeken van het duo is Het offer van de baobab. De eerste trilogie is geïnspireerd op de Olympische en Paralympische Spelen in 2012.

## Prijzen
- 2018 - eerste prijs van de Kinder- en Jeugdjury voor het boek in Vlaanderen 12 t/m 14 jaar[2]

- Nederlandse Thesaurus van Auteursnamen: 407409270
- Virtual International Authority File: 27147724845864591238